# Showboats de Memphis (2022)
Ne doit pas être confondu avec Showboats de Memphis (1983).
Stade
Maillots
Saison en cours
Les Showboats de Memphis (en anglais : Memphis Showboats) sont une équipe professionnelle américaine de football américain basée à Memphis dans le Tennessee.
Fondée en novembre 2022, elle joue dans la division Sud de l'United States Football League lors de la saison 2023 en remplacement des Bandits de Tampa Bay.
En 2024, elle intègre la conférence USFL de la United Football League, nouvelle ligue mineure de printemps en football américain.
Les propriétaires des équipes de cette ligue sont la Fox Corporation (50%), Dany Garcia, Dwayne Johnson et la RedBird Capital Partners (50%) et elles sont gérées par la société Alpha Acquico de Dwayne Johnson et la Fox Corporation.
L'équipe joue ses matchs à domicile au Simmons Bank Liberty Stadium de Memphis.

## Histoire
Le 15 novembre 2022, l'USFL annonce que la franchise des Showboats de Memphis participera à la saison 2023 à la suite de l'arrêt des Bandits de Tampa Bay
Le même jour, Todd Haley (en) est désigné pour en être l'entraîneur principal. L'encadrement et les joueurs des Bandits sont transférés vers la nouvelle franchise.
En septembre 2023, le site journalistique Axios relate que la XFL est en négociations avancées avec l'USFL pour fusionner les deux ligues avant le début de leurs saisons 2024 respectives, ce qui est confirmé par ces deux ligues le 28 septembre 2023, tout en précisant que les détails autour de la fusion seront dévoilés plus tard. En octobre 2023, la XFL enregistre officiellement la marque déposée « United Football League » et le 30 novembre 2023, Dany Garcia (actionnaire majoritaire de la XFL) annonce sur sa page Instagram que les ligues ont reçus les autorisations nécessaires à la fusion et que les plans pour une "saison combinée" débutant le 30 mars 2024 sont en train d'être finalisés.
La fusion est annoncée officiellement sur la chaîne Fox le 31 décembre 2023, les huit équipes composant la nouvelle ligue étant annoncées le lendemain, transformant les deux ligues en conférences distinctes.

## Palmarès
| Saison | Ligue  | Entraîneur          | Saison régulière | Saison régulière | Saison régulière | Saison régulière | Saison régulière | Saison régulière | Saison régulière | Saison régulière                 | Phase finale                     |
| ------ | ------ | ------------------- | ---------------- | ---------------- | ---------------- | ---------------- | ---------------- | ---------------- | ---------------- | -------------------------------- | -------------------------------- |
| Saison | Ligue  | Entraîneur          | Nb               | V                | D                | N                | %                | +                | -                | Classement                       | Phase finale                     |
| 2023   | USFL   | Todd Haley (en)     | 10               | 5                | 5                | 0                | 50,0             | 190              | 213              | 4e division Sud                  | Non qualifié                     |
| 2024   | UFL    | John DeFilippo (en) | 10               | 2                | 8                | 0                | 20,0             | 188              | 290              | 3e conf. UFL                     | Non qualifié                     |
| 2025   | UFL    | Ken Whisenhunt (en) | Saison à venir   | Saison à venir   | Saison à venir   | Saison à venir   | Saison à venir   | Saison à venir   | Saison à venir   | Saison à venir                   |                                  |
| Totaux | Totaux | Totaux              | 20               | 7                | 13               | 0                | 35,5             | 378              | 503              | 0 titre, 0 match de phase finale | 0 titre, 0 match de phase finale |

## Records de franchise
| Statistique                                                | Joueur                            | Record         | Saison      |
| ---------------------------------------------------------- | --------------------------------- | -------------- | ----------- |
| Yards gagnés à la passe                                    | Cole Kelley (en)                  | 1 534 yards    | 2023        |
| Nombre de touchdowns à la passe                            | Cole Kelley (en) Case Cookus (en) | 7              | 2023 2024   |
| Yards gagnés à la course                                   | Darius Victor (en)                | 337 yards      | 2024        |
| TDs inscrits à la course                                   | Cole Kelley Darius Victor         | 2              | 2023 2024   |
| Yards gagnés en réceptions                                 | Vinny Papale (en)                 | 345 yards      | depuis 2023 |
| TDs inscrits en réceptions                                 | Vinny Papale (en)                 | 8              | depuis 2023 |
| Nombre de réceptions                                       | Vinny Papale (en)                 | 69             | depuis 2023 |
| Nombre d'interceptions                                     | Delrick Abrams (en)               | 2              | depuis 2023 |
| Nombre de plaquages                                        | Delrick Abrams (en)               | 76             | depuis 2023 |
| Nombre de sacks                                            | Greg Reaves                       | 8 sacks        | depuis 2023 |
| Bilan par entraîneur                                       | Todd Haley (en)                   | 5/10 victoires | 2023        |
| Note :Record au total des saisons jouées dans la franchise |                                   |                |             |